# 浦东机场捷运
浦东机场捷运为上海浦东国际机场内部的机场联络轨道系统，初期共两条线路，用于连接航站楼和卫星厅，两条线路规划远期在3号航站楼建成后贯通运行。系统采用4辆A型地铁列车编组，预留扩编至5辆A型地铁列车编组的条件，不过曾规划为4节B型编组车辆。项目于2015年12月随浦东机场卫星楼工程开工，2016年1月29日进行土建招标。2019年9月16日随浦东机场卫星厅工程一同启用，运行间隔为5分钟，单向行程最快2分30秒。

## 线路设计

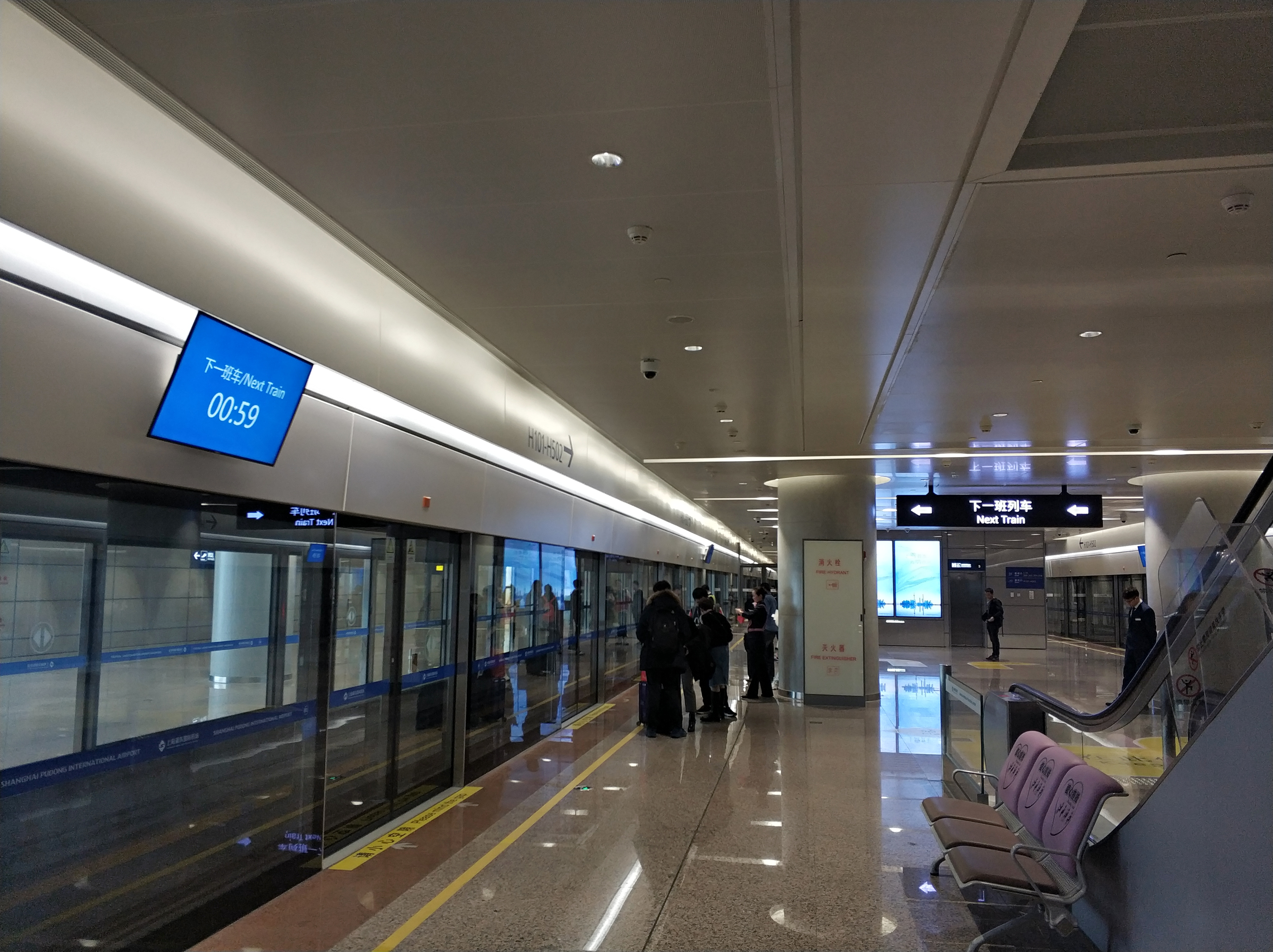
浦東機場捷運西線T1站

捷运东线起自2号航站楼，至S2卫星厅，远期延伸T3航站楼车站，均为地下一层一岛一侧站台，正线长2.16公里（运营段长1,652米），西联络线（S2-车辆基地）为2.0公里。
捷运西线起自1号航站楼，至S1卫星厅，远期延伸T3航站楼车站，均为地下一层一岛一侧站台，正线长2.37公里（运营段长1,861米）东联络线（S1-T3）为713.22米。

## 车辆
浦东机场捷运采用A型车，最高时速80公里。正线为第三轨供电，检修库内为接触网供电。
| 名称    | 制造商           | 车辆编成       | 制造年代  | 车辆总数           |
| ------- | ---------------- | -------------- | --------- | ------------------ |
| JY01A01 | 上海电气阿尔斯通 | 4A(Tc+Mp+M+Tc) | 2018-2019 | 7列(JY0101-JY0107) |

### JY01A01型电动客车
2016年5月5日，浦东机场机场捷运开始列车招标，共采购7列4辆编组，共计28辆捷运车辆。一列车同时运输国内和国际（地区）乘客，国内乘客和国际（地区）乘客各2节，车厢间将设有隔离门隔开两部分乘客，而站台也也将设有物理屏障。为防止旅客走错登机口，前往卫星厅搭乘国际（地区）航班旅客的车厢设有检票员，旅客必须出示登机口注明首字母为“G”或“H”的登机牌才能上车。而搭乘国内航班旅客的车厢则不设有检票员，即使走错卫星厅登机口亦可乘坐捷运返回航站楼。

## 未来发展
预计浦东机场第三座航站楼启用后，浦东机场捷运将延伸至第三座航站楼，实现与卫星厅、T1和T2的连接。